# جاستین لین
جاستین لین (انگلیسی: Justin Lin) - زادهٔ اکتبر ۱۹۷۱ (۵۳ سال) یک کارگردان آمریکایی، متولد کشور تایوان است. فیلم‌های او تا مارس سال ۲۰۱۷ بیش از ۲٫۳ میلیارد دلار در سرتاسر جهان فروخته‌اند. او بیشتر به‌خاطر کارگردانی‌اش در «شانسی بهتر برای فردا» (۲۰۰۲)، مجموعه «سریع و خشمگین» از «سریع و خشمگین: توکیو دریفت» (۲۰۰۶) تا «سریع و خشمگین ۶» (۲۰۱۳) و 《اف۹》(۲۰۲۱) و «فراتر از پیشتازان فضا» (۲۰۱۶) شناخته می‌شود. او همچنین به‌خاطر کارش در برنامه‌های تلویزیونی مانند اجتماع و فصل دوم کارآگاه حقیقی نیز شناخته می‌شود.

## آثار کارگردانی
- خرید برای فنگس (۱۹۹۷) - Shopping for Fangs
- شانسی بهتر برای فردا (۲۰۰۲) - Better Luck Tomorrow
- آناپولیس (۲۰۰۶) - Annapolise
- سریع و خشمگین ۳ (۲۰۰۶) - The Fast and the Furious: Tokyo Drift.
- پایان بازی (مستندنما-۲۰۰۷) - Finishing the Game
- سریع و خشمگین ۴ (۲۰۰۹) - Fast & Furious
- سریع و خشمگین ۵ (۲۰۱۱) F ast Five
- سریع و خشمگین ۶ (۲۰۱۳) - Fast & Furious 6
- فراتر از پیشتازان فضا (۲۰۱۶) - Star Trek Beyond
- سریع و خشمگین ۹ (۲۰۲۱) - Fast & Furious 9
- آخرین روزهای جان آلن چاو (۲۰۲۵) - The Last Days of John Allen Chau